# Evan Hull
Evan Hull (Maple Grove, 26 ottobre 2000) è un giocatore di football americano statunitense che milita nel ruolo di running back per i Pittsburgh Steelers della National Football League (NFL).

## Carriera

### Indianapolis Colts
Al college Hull giocò a football alla Northwestern University. Fu scelto nel corso del quinto giro (176º assoluto) del Draft NFL 2023 dagli Indianapolis Colts. Debuttò come professionista subentrando nella gara del primo turno contro i Jacksonville Jaguars correndo una volta per una yard. Il 12 settembre fu inserito in lista infortunati, chiudendo la sua stagione.

### Pittsburgh Steelers
Il 14 gennaio 2025 Hull firmò un contratto come riserva con i Pittsburgh Steelers.